# シュテフィ・ジョーンズ
シュテフィ・ジョーンズ（1972年12月22日 - ）は、フランクフルト出身の元サッカー選手。元フランクフルト・アム・マイン所属。2011 FIFA女子ワールドカップ大会組織委員長。

## 略歴
フランクフルト・アム・マインに所属。2000年シドニー五輪、2004年アテネ五輪にて銅メダルを獲得。
2007年に現役を引退。2011年FIFA女子ワールドカップの大会組織委員長に就任。優勝した日本にトロフィーを授与した。

## 表彰
- オリンピック
  - シドニー、アテネ - 銅メダル（2000年、2004年）